# Affaire Terence Crutcher
L'affaire Terence Crutcher est une polémique médiatique et judiciaire issue de la mort par balle de Terence Crutcher, un automobiliste afro-américain de 40 ans non armé et levant les mains en l'air, le 16 septembre 2016 à Tulsa en Oklahoma, par une policière.
Cet acte, filmé par des caméras embarquées, arrive dans une période de tensions liées à de régulières affaires de brutalité policière à l'encontre des Afro-Américains dans le pays,.
La policière qui a abattu Terence Crutcher a été par la suite suspendue de ses fonctions en attente des résultats d'une enquête, puis inculpée d'homicide involontaire.